# Márton Homonnai
Márton Homonnai (pierwotnie Hlavacsek, ur. 5 lutego 1906 w Budapeszcie, zm. 15 października 1969 w Buenos Aires) – węgierski piłkarz wodny. Wielokrotny medalista olimpijski.
Na igrzyskach startował cztery razy (1924–1936) i z drużyną waterpolistów sięgnął po trzy medale, w tym dwa złote (1932 i 1936). Cztery razy był mistrzem Europy w (1926, 1927, 1931 i 1934). Rozegrał 126 meczów w kadrze. W 1971 został przyjęty do International Swimming Hall of Fame. Jego córką była Katalin Szőke, mistrzyni olimpijska z Helsinek.
Po zakończeniu kariery pracował między innymi jako trener i sędzia, prowadził też magazyn sportowy. W trakcie II wojny światowej był członkiem Strzałokrzyżowców, organizacji kolaborującej z III Rzeszą. Za tę działalność był poszukiwany przez powojenne władze węgierskie i został zaocznie skazany na śmierć. Udało mu się uciec do RFN, następnie do Brazylii i ostatecznie do Argentyny.
Jego starszy brat Lajos Homonnai był również piłkarzem wodnym, uczestnikiem igrzysk olimpijskich w 1924.